# Кулу (село)
Кулу (рос. Кулу) — село в Тенькинському районі Магаданської області.
Населення — 13 осіб (2010).

## Географія
Географічні координати: 61°53' пн. ш. 147°26' сх. д. Часовий пояс — UTC+10.
Відстань до районного центру, селища Усть-Омчуг, становить 160 км, а до обласного центру — 363 км. Через село протікає річка Кулу.

## Історія
Назва села походить від найменування річки Кулу, яка протікає поруч. Даний топонім близький до коряксько-чукотського слова куул — «глибока річка».

## Населення
За даними перепису населення 2010 року на території села проживало 13 осіб. Частка чоловіків у населенні складала 69,2% або 9 осіб, жінок — 30,8% або 4 особи.